# Aranžer
Aranžer predstavlja zanimanje umetničkog oblikovanja reklamnih, prodajnih i drugih prostora. Pri tome se osoba koja se bavi tim zanimanjem služi različitim elementima poput fotografija, natpisa, dekorativnih predmeta i slično. Srodna zanimanja su modni i grafički dizajner, keramičar, fotograf, slikar, itd.